# Ferdynand Rajchman
Ferdynand Rajchman (ur. 10 listopada 1918 w Krakowie jako Efraim Reichman, zm. 14 grudnia 1999 tamże) – polski doktor filozofii w zakresie filologii klasycznej, wieloletni pracownik naukowy Wyższej Szkoły Pedagogicznej w Krakowie.

## Życiorys

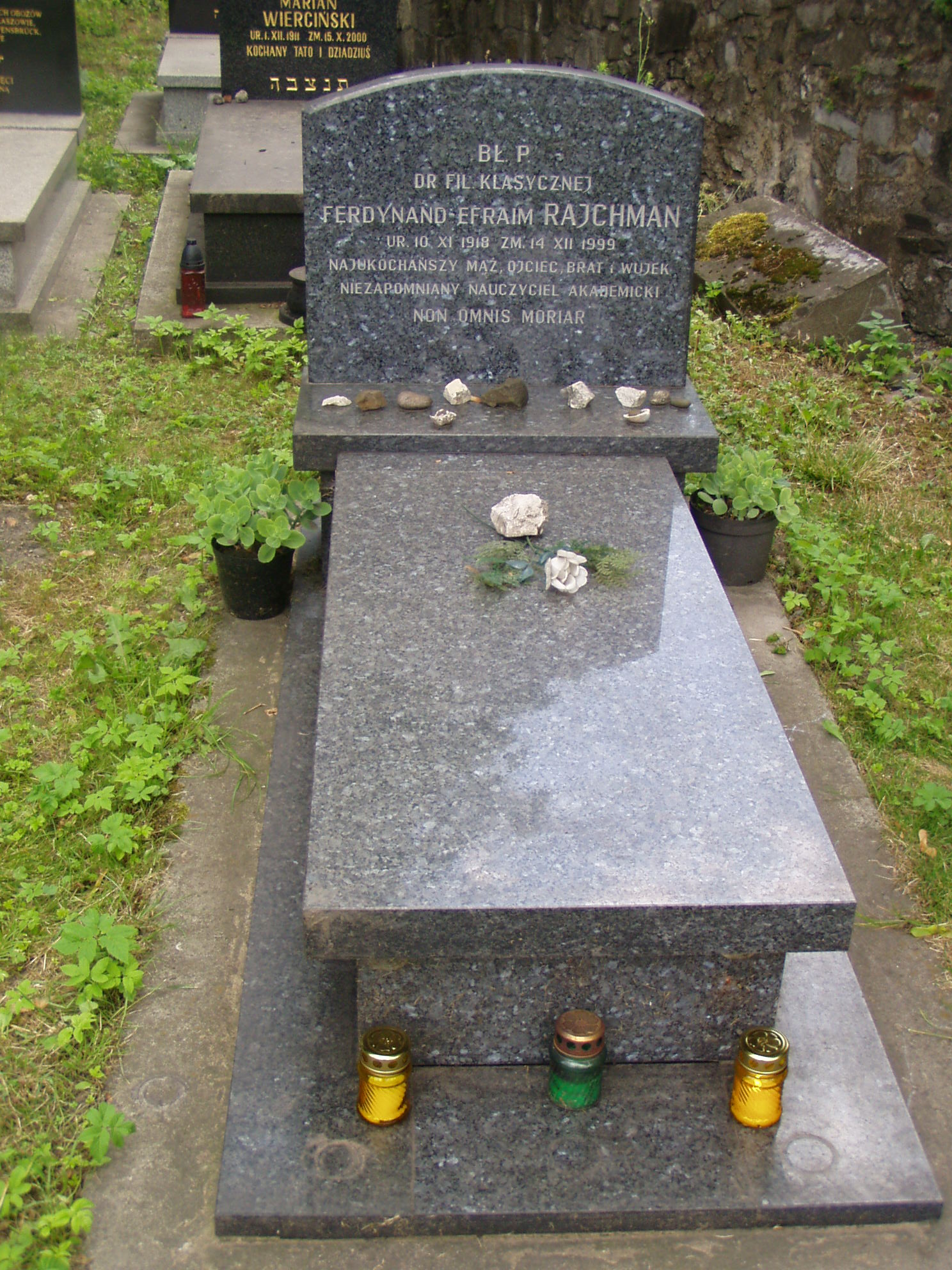
Grób Ferdynanda Rajchmna na nowym cmentarzu żydowskim przy ulicy Miodowej w Krakowie

Urodził się w Krakowie w rodzinie żydowskiej, jako syn Judy Joela Reichmana i Scheindel z domu Goldklang. Od 1924 uczęszczał do szkoły podstawowej, a od 1928 do Gimnazjum św. Jacka, gdzie biegle nauczył się łaciny i greki klasycznej. W 1936 rozpoczął studia z filologii klasycznej w Uniwersytecie Jagiellońskim. W ciągu trzech lat, a więc do 1939 zaliczył wszystkie egzaminy z czteroletnich studiów, czwarty rok pozostawiając na pisanie pracy magisterskiej. Jego studia przerwał jednak wybuch II wojny światowej. 
Jeszcze we wrześniu 1939 dotarł do Lwowa po kilkutygodniowej pieszej wędrówce. Wówczas próbował się dostać na Uniwersytet Jana Kazimierza, ale jako uciekinier z Polski nie został przyjęty. Później zapisał się na pięciomiesięczny kurs nauczycielski, po ukończeniu którego w latach 1940-1941 pracował jako nauczyciel w Oleszycach koło Lubaczowa, ucząc jednocześnie w szkole ukraińskiej i polskiej. Po napaści III Rzeszy na Związek Radziecki w 1941 został zmobilizowany do Armii Czerwonej. Od stycznia 1942 do kwietnia 1946 był zatrudniony jako pracownik fizyczny w fabryce frezarek w Gorkim.
W 1946 jako repatriant wrócił do Polski i osiadł w rodzinnym Krakowie. W tym samym roku rozpoczął studia z filologii klasycznej na Uniwersytecie Jagiellońskim. Mistrzem Rajchmana został prof. Tadeusz Sinko. Pod jego kierunkiem napisał pracę magisterską na temat Quid Plutarchus de cynicis tradiderit i w 1947 uzyskał dyplom magistra filologii klasycznej. W tym samym roku rozpoczął przygotowywanie dysertacji De Plutarcho Chaenonensi et Maximo Tyris. Neoplatonicorum qui vocantur praecursoribus. W 1948 uzyskał stopień doktora filozofii i filologii klasycznej. W latach 1948–1954 wykładał w Studium Przygotowawczym Uniwersytetu Jagiellońskiego. W 1953 został pracownikiem naukowym Wyższej Szkoły Pedagogicznej w Krakowie, w której pracował aż do śmierci. Wykładał literaturę powszechną i antyczną, a także uczył języka łacińskiego z elementami wiedzy o kulturze. W 1984 przeszedł na emeryturę, ale nadal pracował jako starszy wykładowca ucząc elementów kultury antyku. W 1996 ciężka choroba uniemożliwiła mu wykonywanie zawodu.
Pochowany został 20 grudnia na nowym cmentarzu żydowskim przy ulicy Miodowej.